# Spaltning
Spaltning är i mineralogin en term som beskriver hur kristaller bryter isär. Vissa kristaller spaltas redan vid lätt anslag längs stora, plana ytor.

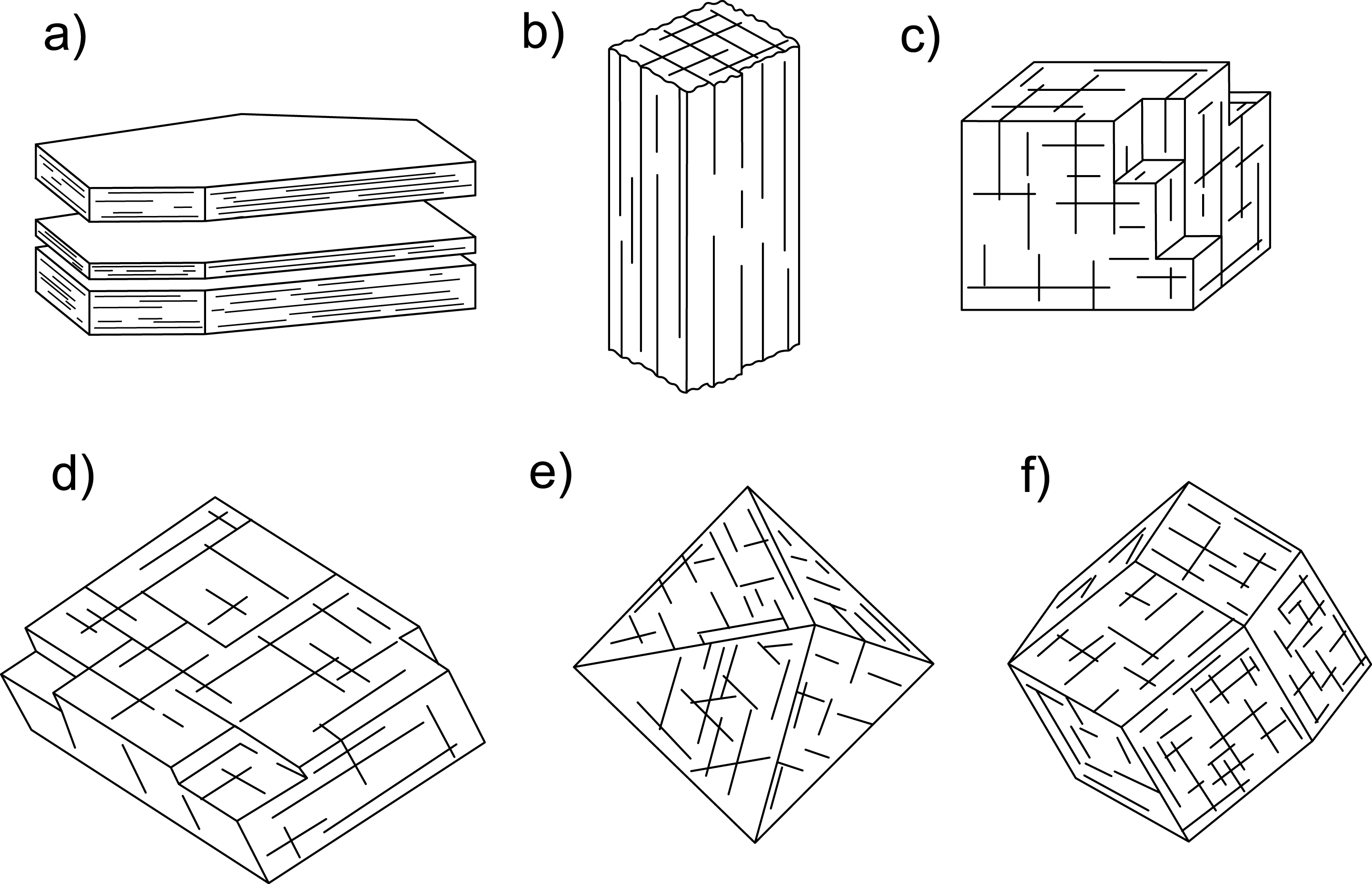
Exempel på relation mellan kristallers habitus (yttre form) och spaltning. a) basal spaltning (1 riktning); b) prismatisk spaltning (2 riktningar); c) kubisk spaltning (3 riktningar med 90° mellan dem); d) romboedrisk spaltning (3 riktningar som avviker från 90° mellan dem); e) oktaedrisk spaltning (4 riktningar); f) dodekaedrisk spaltning (6 riktningar)

Termen används även för kristaller i metall.

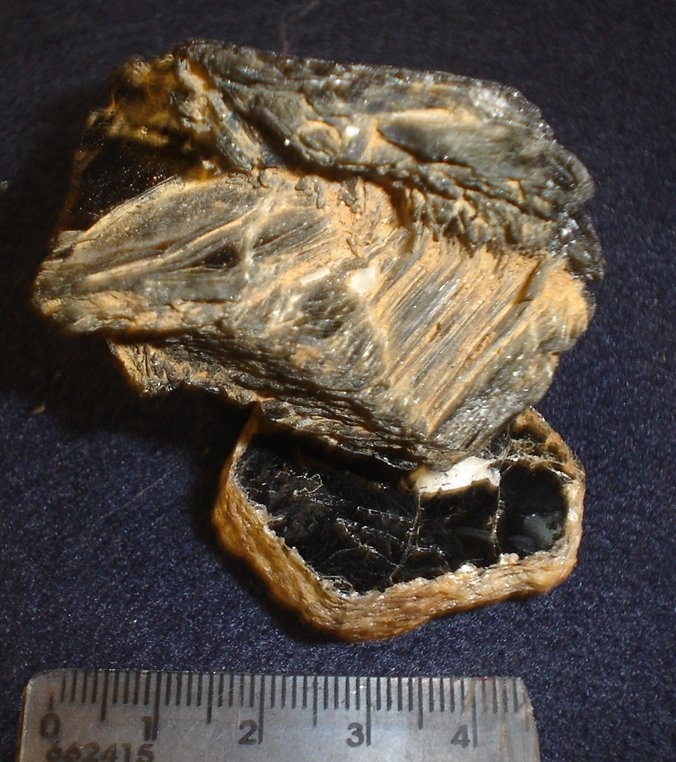
Biotit (mörk glimmer) har ett spaltplan (basal spaltning)
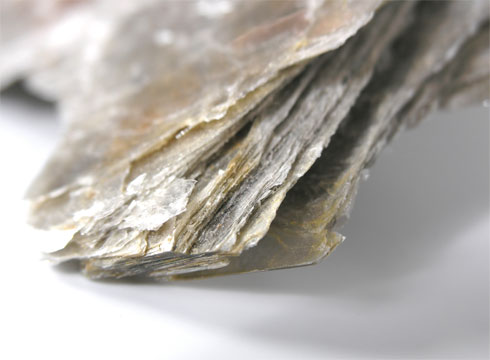
Muskovit (ljus glimmer) har ett spaltplan (basal spaltning)
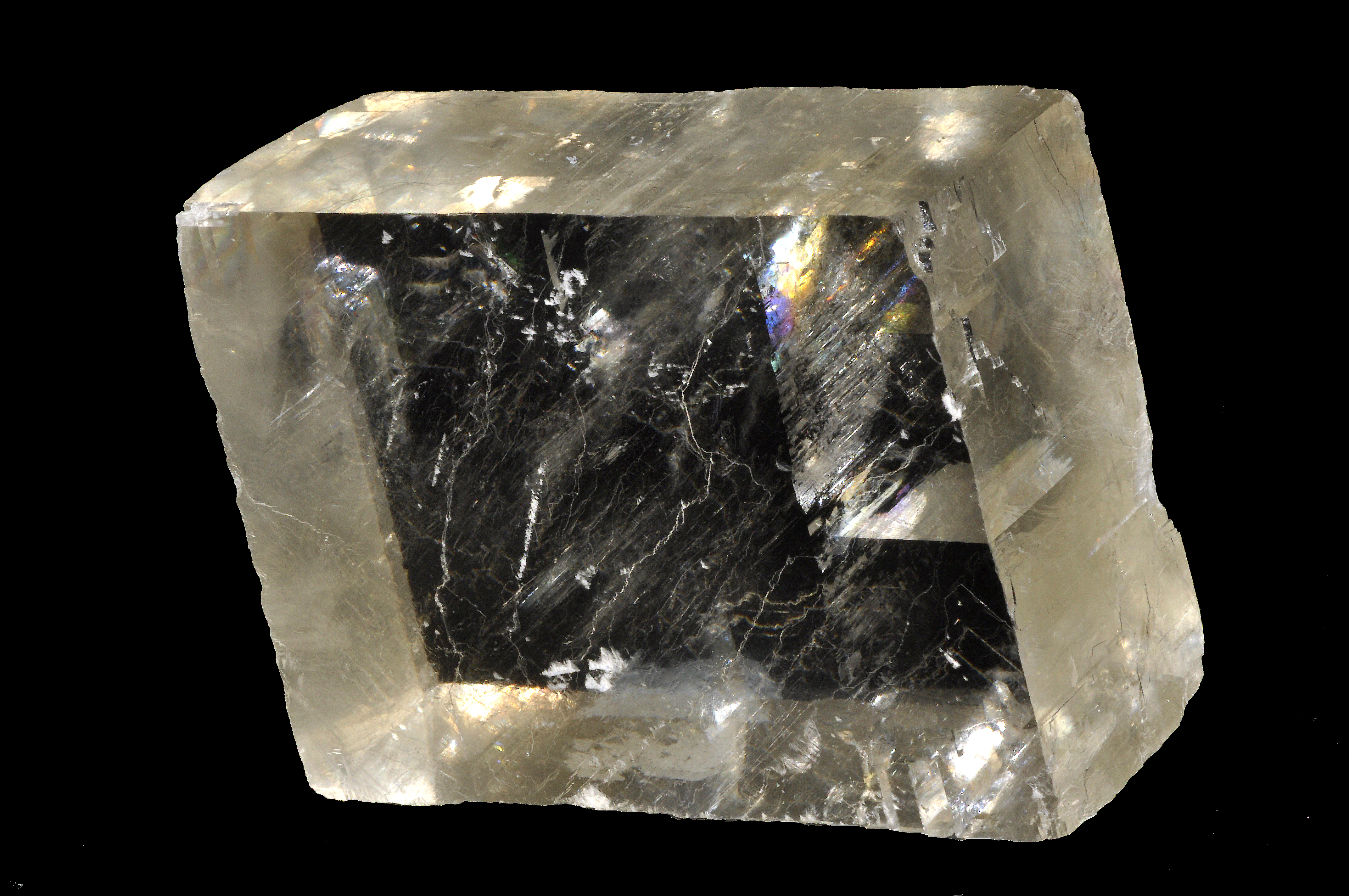
Kalcit med inre synliga spaltytor (romboedrisk spaltning)
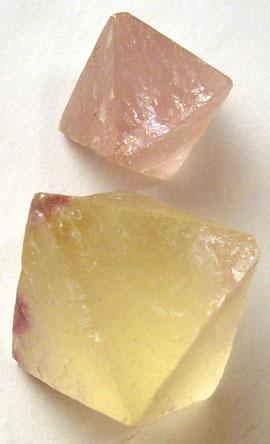
Fluorit har fyra spaltplan som ger oktaedriska former